# Sciurus
Sciurus este un gen de rozătoare arboricole din familia Sciuridae, care cuprinde veverițele. Reprezentanți ai genului pot fi întâlniți în America de Nord, Europa, zonele temperate ale Asiei, în America Centrală și America de Sud.

## Specii
Numărul de specii din gen este supus schimbării. În 2005, Thorington & Hoffman – a căror interpretare taxonomică este urmată de site-ul web al IUCN – au acceptat 28 de specii în gen:
Genul Sciurus:
- Subgenul Sciurus
  - Sciurus alleni
  - Sciurus arizonensis
  - Sciurus aureogaster
  - Sciurus carolinensis
  - Sciurus colliaei
  - Sciurus deppei
  - Sciurus lis – veveriță japoneză
  - Sciurus meridionalis
  - Sciurus nayaritensis
  - Sciurus niger
  - Sciurus oculatus
  - Sciurus variegatoides
  - Sciurus vulgaris – veveriță roșie
  - Sciurus yucatanensis
- Subgenul Otosciurus
  - Sciurus aberti
- Subgenul Guerlinguetus
  - Sciurus aestuans
  - Sciurus gilvigularis

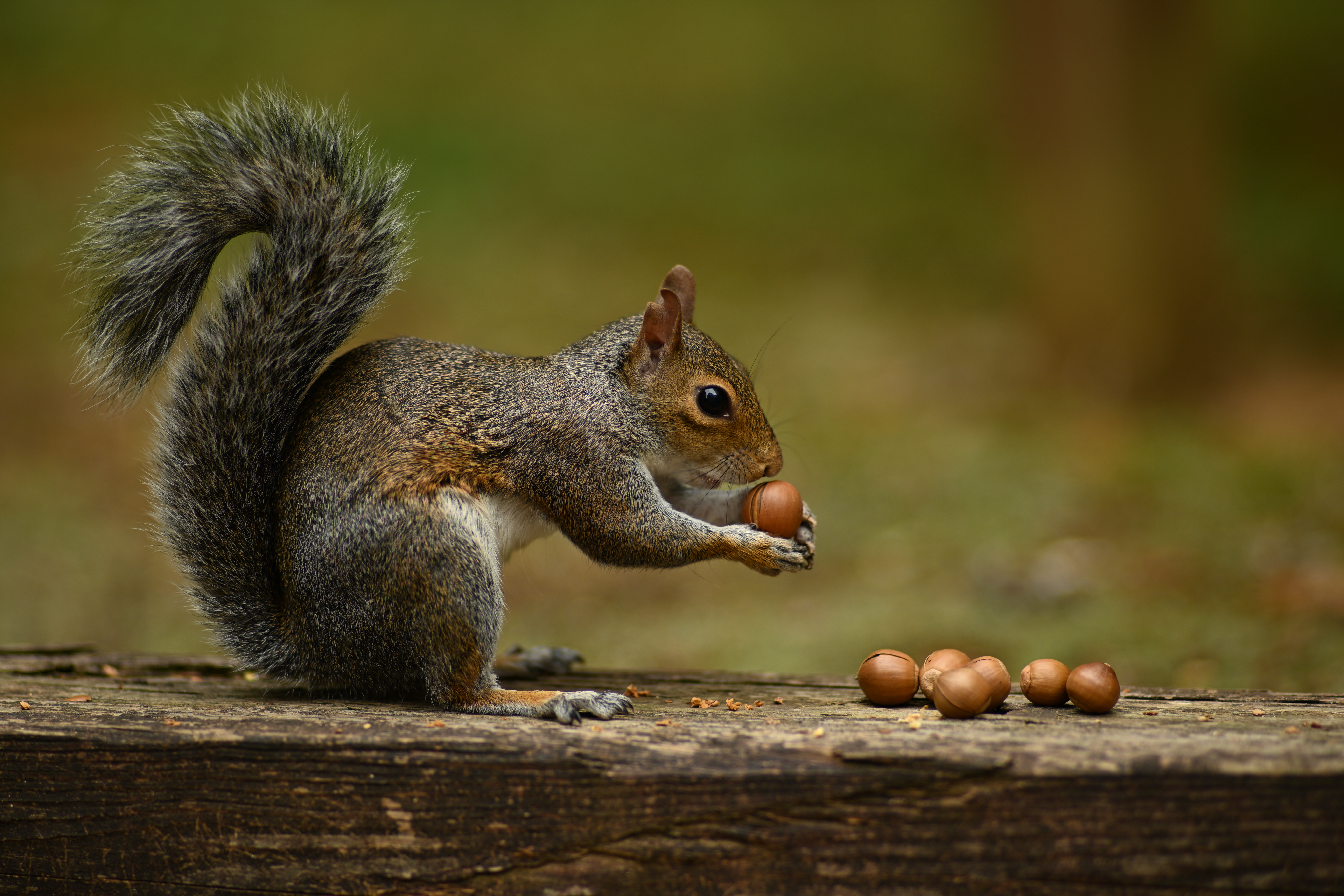
Sciurus carolinensis

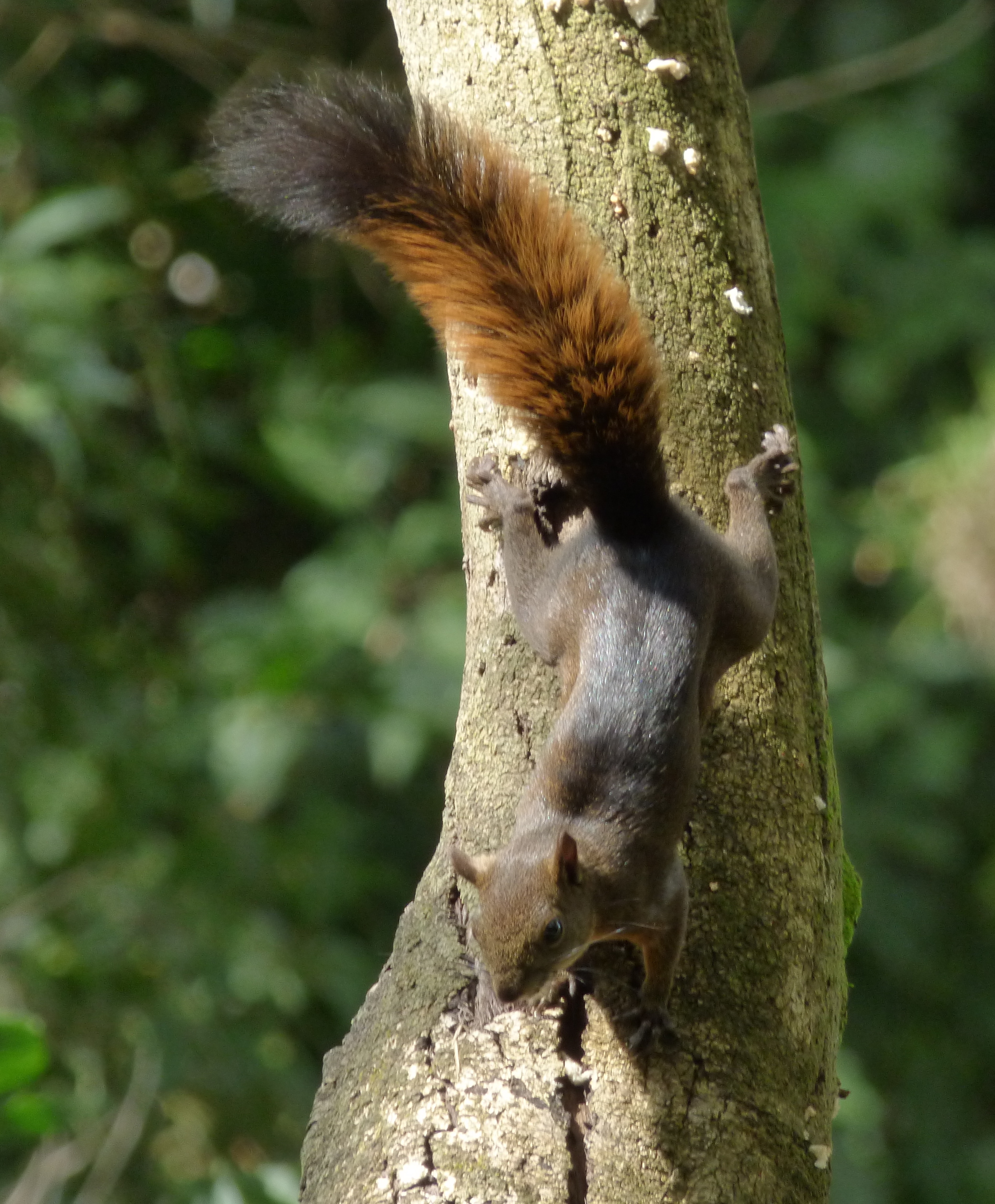
Veveriță cu coadă roșie

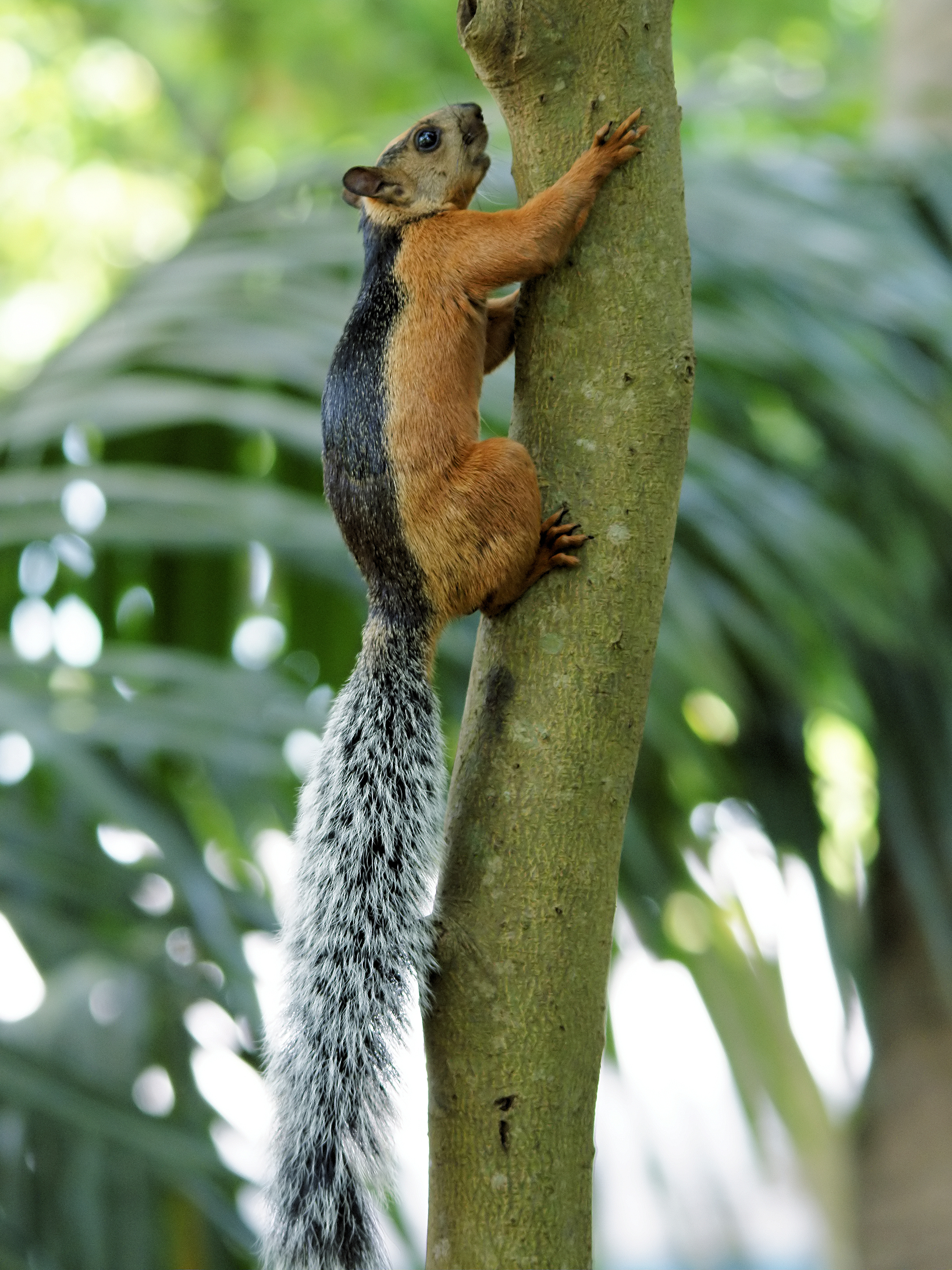
Sciurus variegatoides

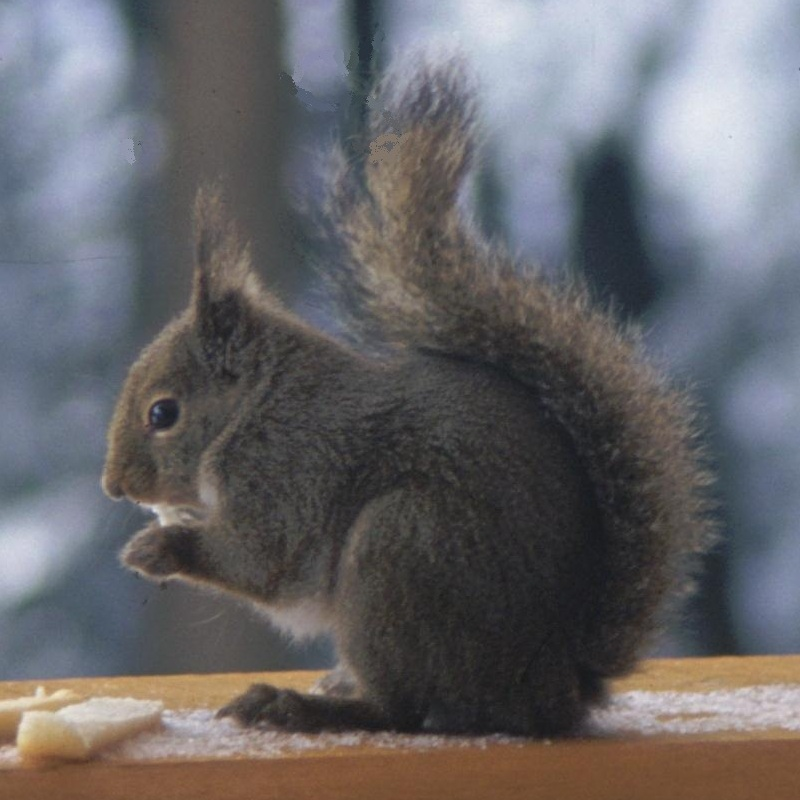
Veveriță japoneză

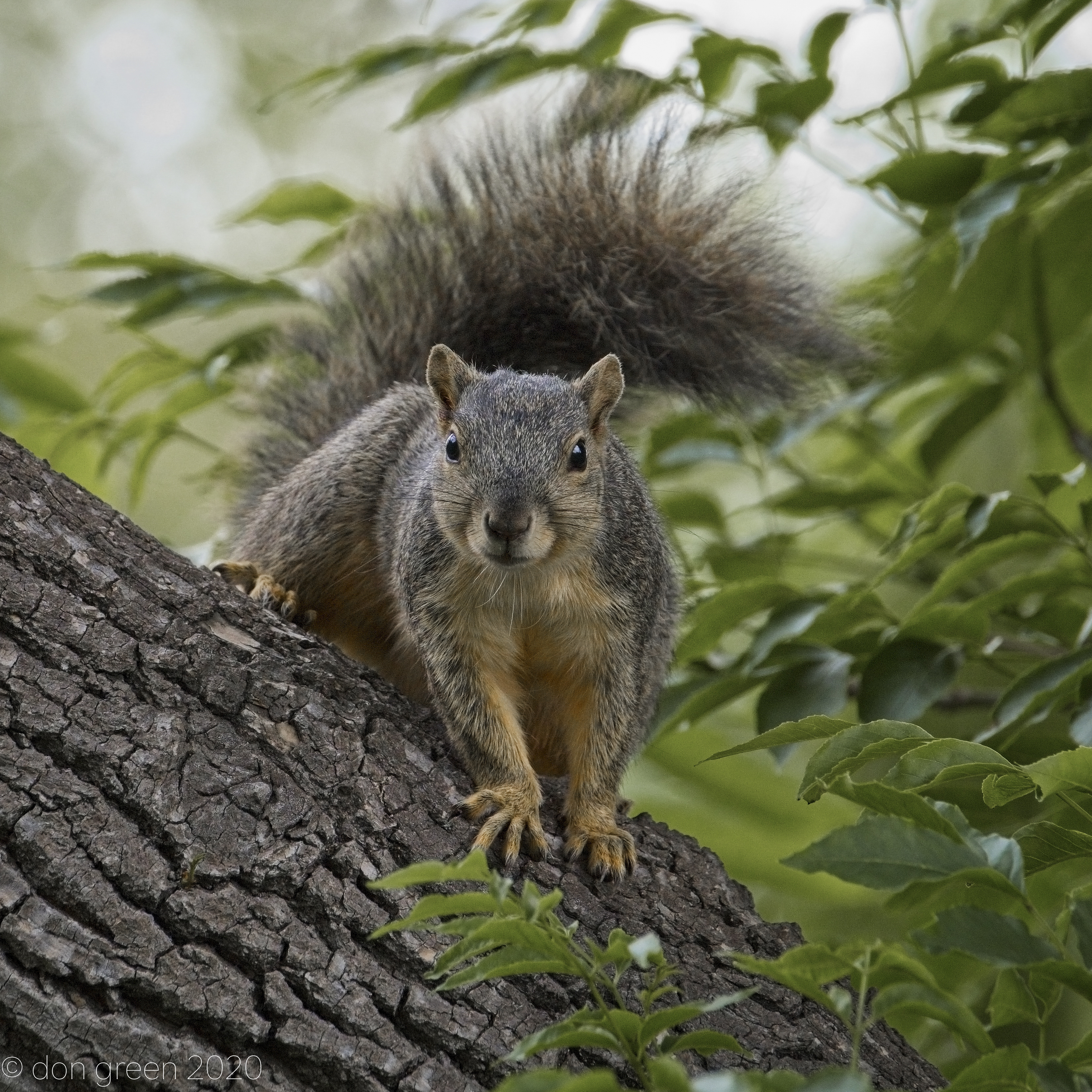
Sciurus niger

  - Sciurus granatensis – veveriță cu coadă roșie
  - Sciurus ignitus
  - Sciurus ingrami
  - Sciurus pucheranii
  - Sciurus richmondi
  - Sciurus sanborni
  - Sciurus stramineus
- Subgenul Tenes
  - Sciurus anomalus – veveriță caucaziană
- Subgenul Hadrosciurus
  - Sciurus flammifer
  - Sciurus pyrrhinus
- Subgenul Hesperosciurus
  - Sciurus griseus
- Subgenul Urosciurus
  - Sciurus igniventris
  - Sciurus spadiceus

O lucrare publicată în 2020 privind taxonomia Sciurinae a împărțit Sciurus în mai multe genuri noi și a ridicat mai multe subgenuri. Documentul a inclus eșantionarea genetică a aproape tuturor speciilor recunoscute și recomandă atribuirea următoarelor specii:
- Sciurus
  - S. anomalus
  - S. vulgaris
  - S. lis
- Hesperosciurus
  - H. aberti
  - H. griseus
- Parasciurus
  - P. alleni
  - P. arizonensis
  - P. nayaritensis
  - P. niger
  - P. oculatus
- Neosciurus
  - N. carolinensis
- Echinosciurus
  - E. aureogaster
  - E. colliaei
  - E. deppei
  - E. variegatoides
  - E. yucatanensis
- Simosciurus
  - S. nebouxii
  - S. stramineus
- Guerlinguetus
  - G. aestuans
  - G. brasiliensis
- Hadrosciurus
  - H. ignitus
  - H. igniventris
  - H. pyrrhinus
  - H. spadiceus